# Comuni dell'Amapá

Lo Stato di Amapá, in Brasile

Segue un elenco dei 15 comuni dello stato brasiliano dell'Amapá.
| #  | Comune                  | Microregione | Mesoregione    | Area (km²) | Popolazione | Densità |
| -- | ----------------------- | ------------ | -------------- | ---------- | ----------- | ------- |
| 1  | Amapá                   | Amapá        | Norte do Amapá | 9.169      | 7.413       | 0,81    |
| 2  | Calçoene                | Oiapoque     | Norte do Amapá | 14.269     | 7.703       | 0,51    |
| 3  | Cutias                  | Macapá       | Sul do Amapá   | 2.115      | 4.285       | 1,78    |
| 4  | Ferreira Gomes          | Macapá       | Sul do Amapá   | 5.047      | 4.321       | 0,78    |
| 5  | Itaubal                 | Macapá       | Sul do Amapá   | 1.704      | 3.884       | 1,98    |
| 6  | Laranjal do Jari        | Mazagão      | Sul do Amapá   | 29.699     | 37.194      | 1,25    |
| 7  | Mazagão                 | Mazagão      | Sul do Amapá   | 13.131     | 14.259      | 1,08    |
| 8  | Oiapoque                | Oiapoque     | Norte do Amapá | 22.625     | 16.826      | 0,74    |
| 9  | Pedra Branca do Amapari | Macapá       | Sul do Amapá   | 9.495      | 4.965       | 0,50    |
| 10 | Porto Grande            | Macapá       | Sul do Amapá   | 4.402      | 15.328      | 3,48    |
| 11 | Pracuúba                | Amapá        | Norte do Amapá | 4.957      | 2.553       | 0,52    |
| 12 | Santana                 | Macapá       | Sul do Amapá   | 1.578      | 101.864     | 64,55   |
| 13 | Serra do Navio          | Macapá       | Sul do Amapá   | 7.757      | 3.724       | 0,48    |
| 14 | Tartarugalzinho         | Amapá        | Norte do Amapá | 6.712      | 7.869       | 1,17    |
| 15 | Vitória do Jari         | Mazagão      | Sul do Amapá   | 2.483      | 11.041      | 4,44    |